# Billaea sjostedti
Billaea sjostedti là một loài ruồi trong họ Tachinidae.